# Becadell andí
El becadell andí (Gallinago jamesoni) és una espècie d'ocell de la família dels escolopàcids (Scolopacidae). Habita prats humits i boscos negats de les muntanyes de Colòmbia i oest de Veneçuela, i a la llarga dels Andes, a Equador i el Perú fins a l'oest de Bolívia.